# Basilique San Paolo Maggiore
La basilique San Paolo Maggiore (en français : Saint-Paul-Majeur) est une basilique située dans la ville de Naples en Italie. Elle abrite la sépulture de Saint Gaétan de Thiene, mort dans la ville en 1547.

## Histoire
L'église, de style baroque, est située sur le site d'un temple du Ier siècle, dédié aux Dioscures. Une partie de la façade en a longtemps été conservée, jusqu'au tremblement de terre de 1688 qui la détruisit. La façade actuelle inclut deux colonnes de l'ancien édifice.
La construction d'une première église bâtie sur place remonte aux VIIIe et IXe siècles. Elle célébrait une victoire du duché de Naples sur les Sarrasins. L'église occupait l'espace situé derrière le pronaos du temple.
En 1538, l'église est son couvent sont achetés par l'ordre des Théatins, fondé récemment par saint Gaétan de Thiene et le Napolitain Gian Pietro Carafa, élu pape sous le nom de Paul IV en 1555. Le bienheureux Paolo Burali d'Arezzo (futur archevêque de Naples) a dirigé la maison dans les années 1560 et saint André Avellin y a été formé et l'a dirigée en tant que préposé après 1567. Au début des années 1580, une reconstruction générale débute selon les plans du Père Grimaldi avec l'érection du transept de l'église et d'une abside polygonale. S'ensuit la nef, construite par Giovan Battista Cavagna, les allées, dessinées par Giovan Giacomo di Conforto (it) en 1625. Les décorations ont suivi le cours de la construction. Le plafond de la nef est l'œuvre de Massimo Stanzione.
La décoration a repris après le séisme avec la réutilisation des éléments en marbres pour le nouveau pavement et les pilastres.
L'église a été sérieusement endommagée pendant les bombardements américains de la Seconde Guerre mondiale en 1943 qui ont entraîné la quasi-destruction des fresques de Stanzione.
Cependant la sacristie, premier chef-d'œuvre de Francesco Solimena (réalisée au début des années 1690), est parfaitement conservée et intégralement recouverte de fresques de la main du maître, dont ce fut la première grande commande, qui le lança sur la scène napolitaine.
L'édifice est élevé au rang de basilique mineure en 1951 et classé au patrimoine mondial avec le centre historique de Naples en 1995.
Dans cette église mourut, le 10 novembre 1608, saint André Avellin, théatin, alors qu'il commençait la célébration de la messe ; son corps repose dans une chapelle qui porte son nom, à droite de l'abside. Deux ans plus tard, le 28 novembre 1610, son disciple, lui aussi théatin, Laurent Scupoli, mourut dans le couvent attenant. La dépouille du bienheureux Paolo Burali d'Arezzo repose dans le transept gauche.

## L'intérieur

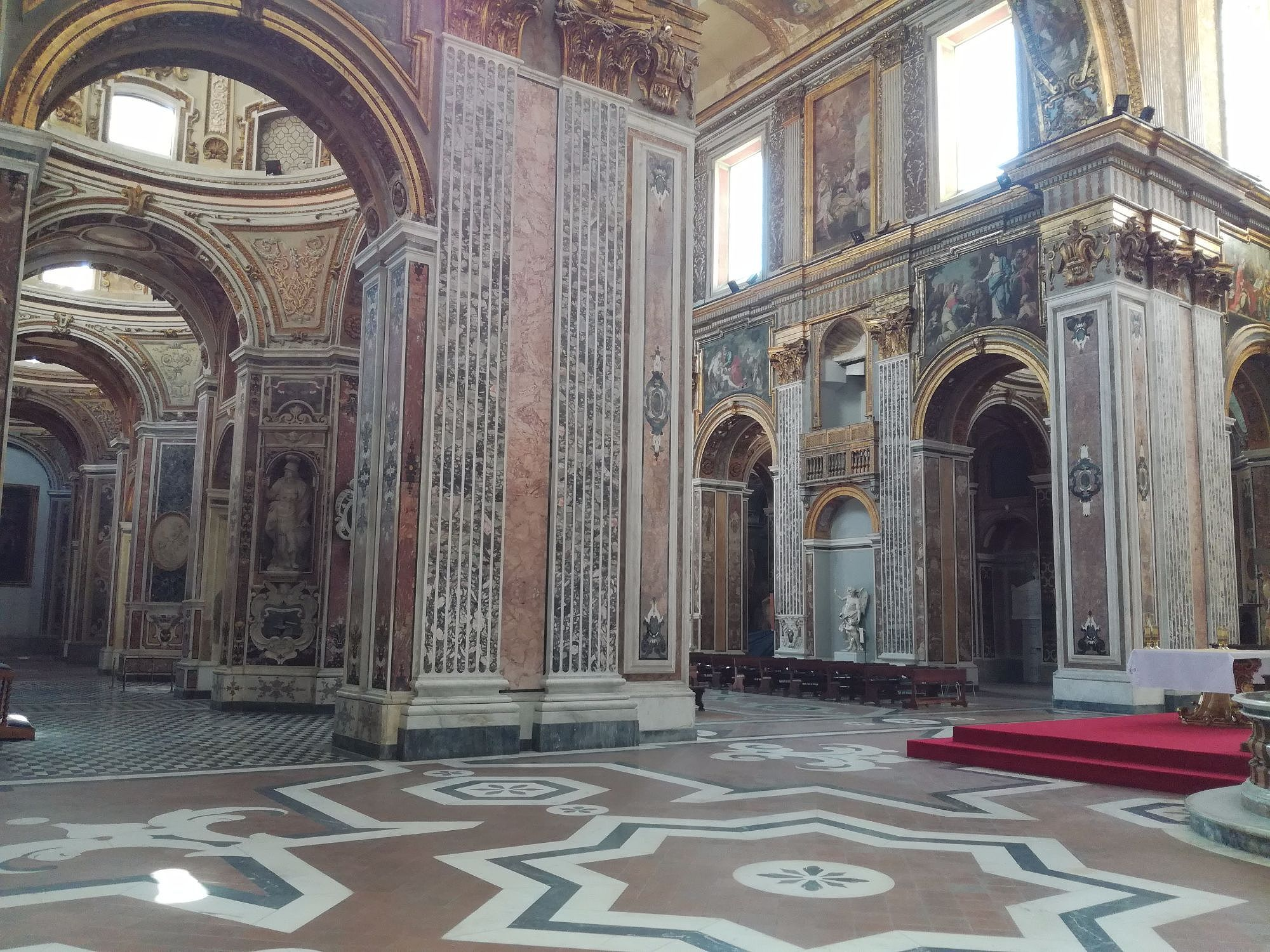
Vue.

L'intérieur possède un plan en croix latine. En plus des fresques, on y trouve une statue de l'ange gardien sculptée en 1712, des chapelles réputées pour leurs décorations en marbre, datées de la fin du XVIIe et du XVIIIe siècle, dont la fameuse chapelle de la Pureté.
Les anges porteurs de torche du maître-autel sont l'œuvre du sculpteur Angelo Viva, disciple de Sanmartino.
On distingue deux toiles de Giuseppe Marullo, La Conversion de saint Paul et L'Annonciation.

## Le cloître
Le cloître a été construit au XVIe siècle. Le vestibule utilise des colonnes du temple antique. Il possède un plan carré en son centre, avec des petites colonnes.

## Galerie

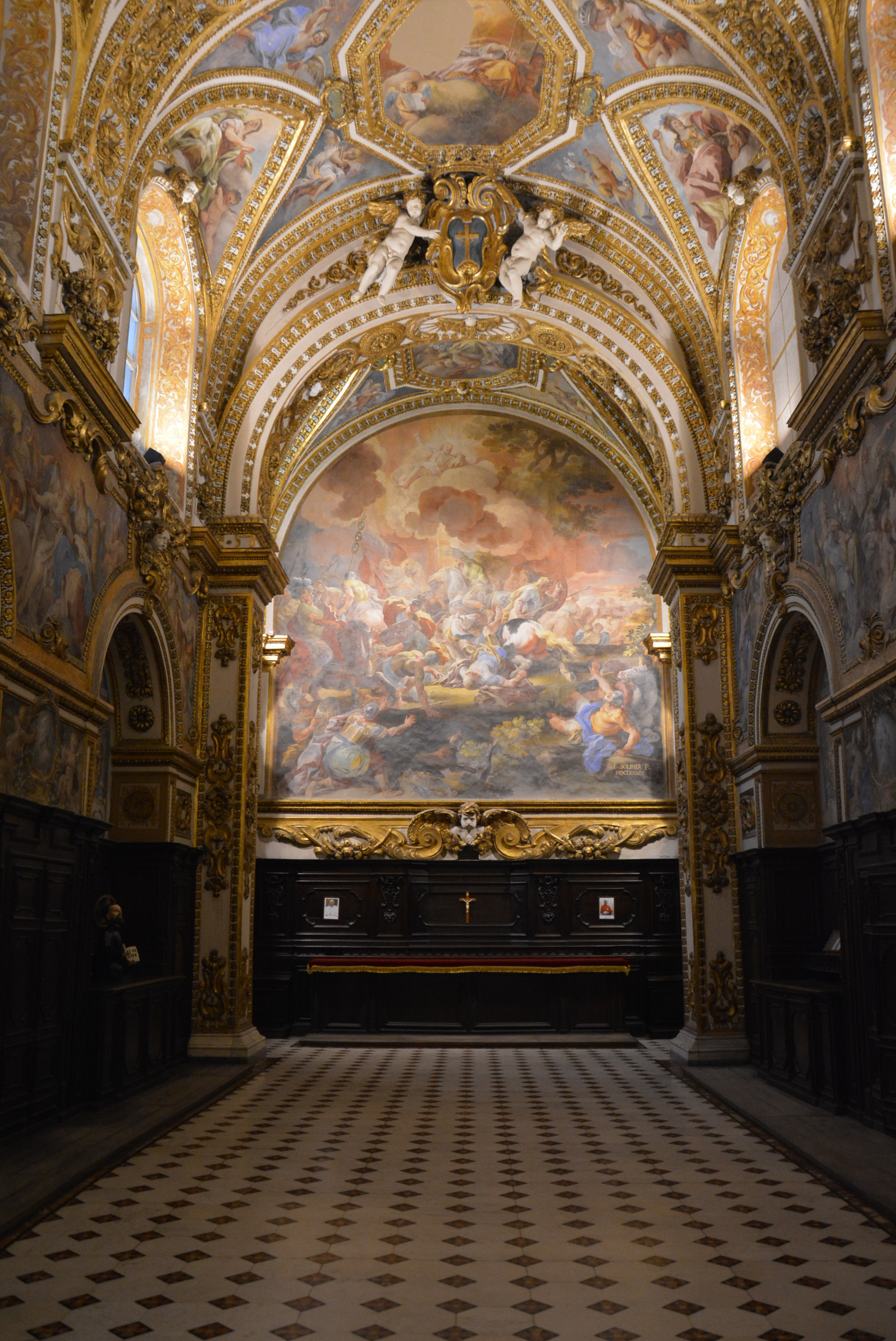
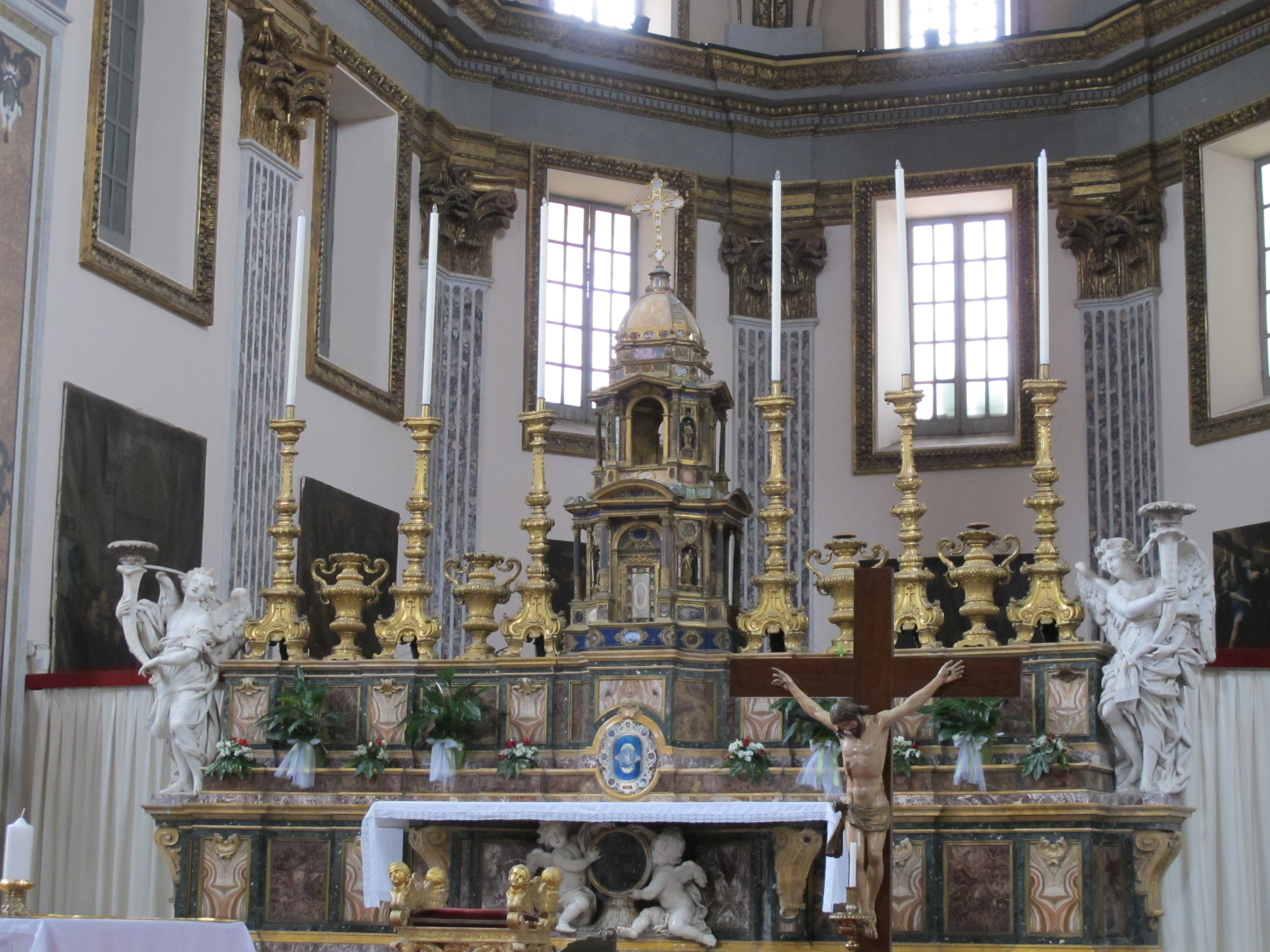
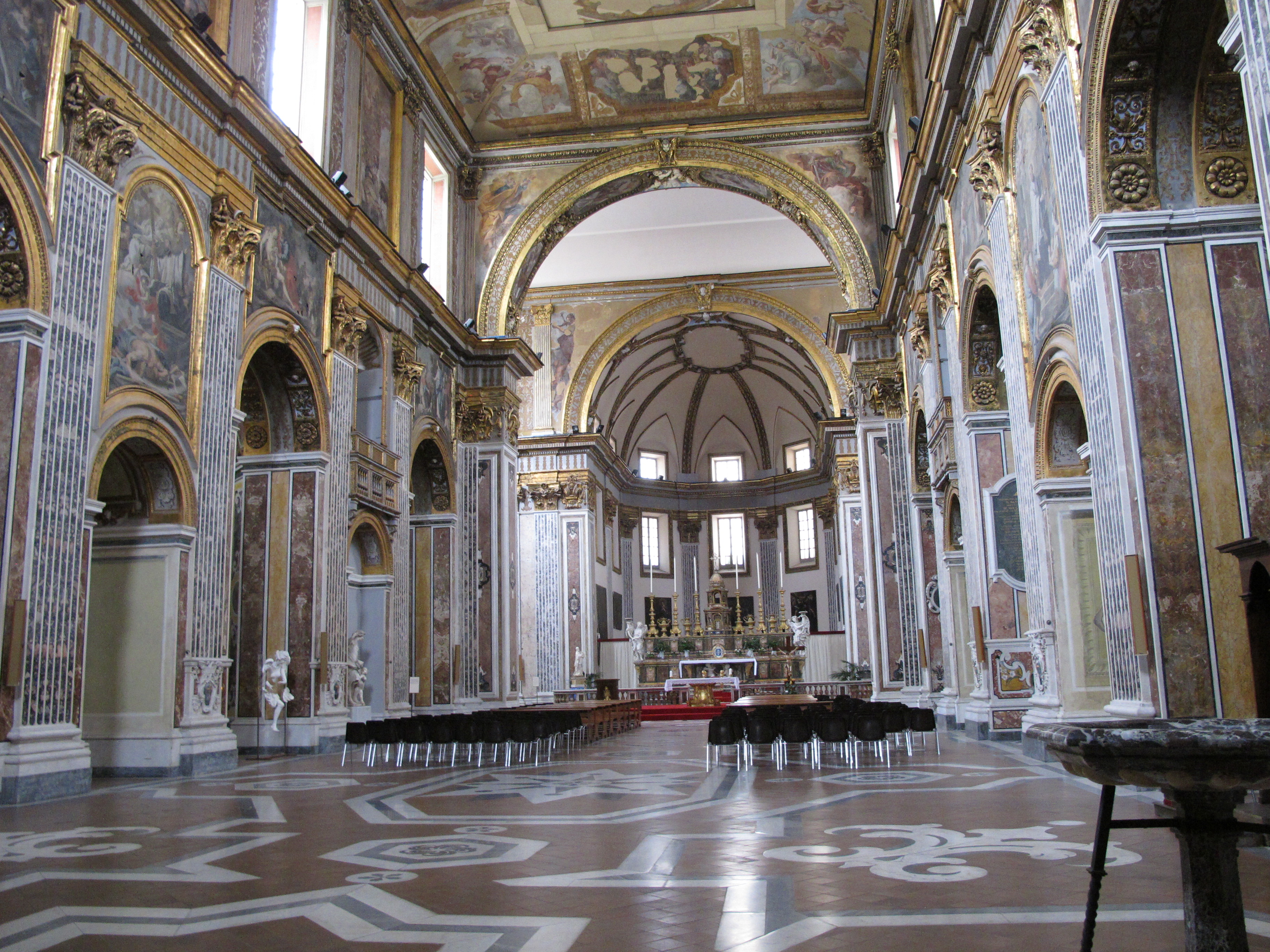
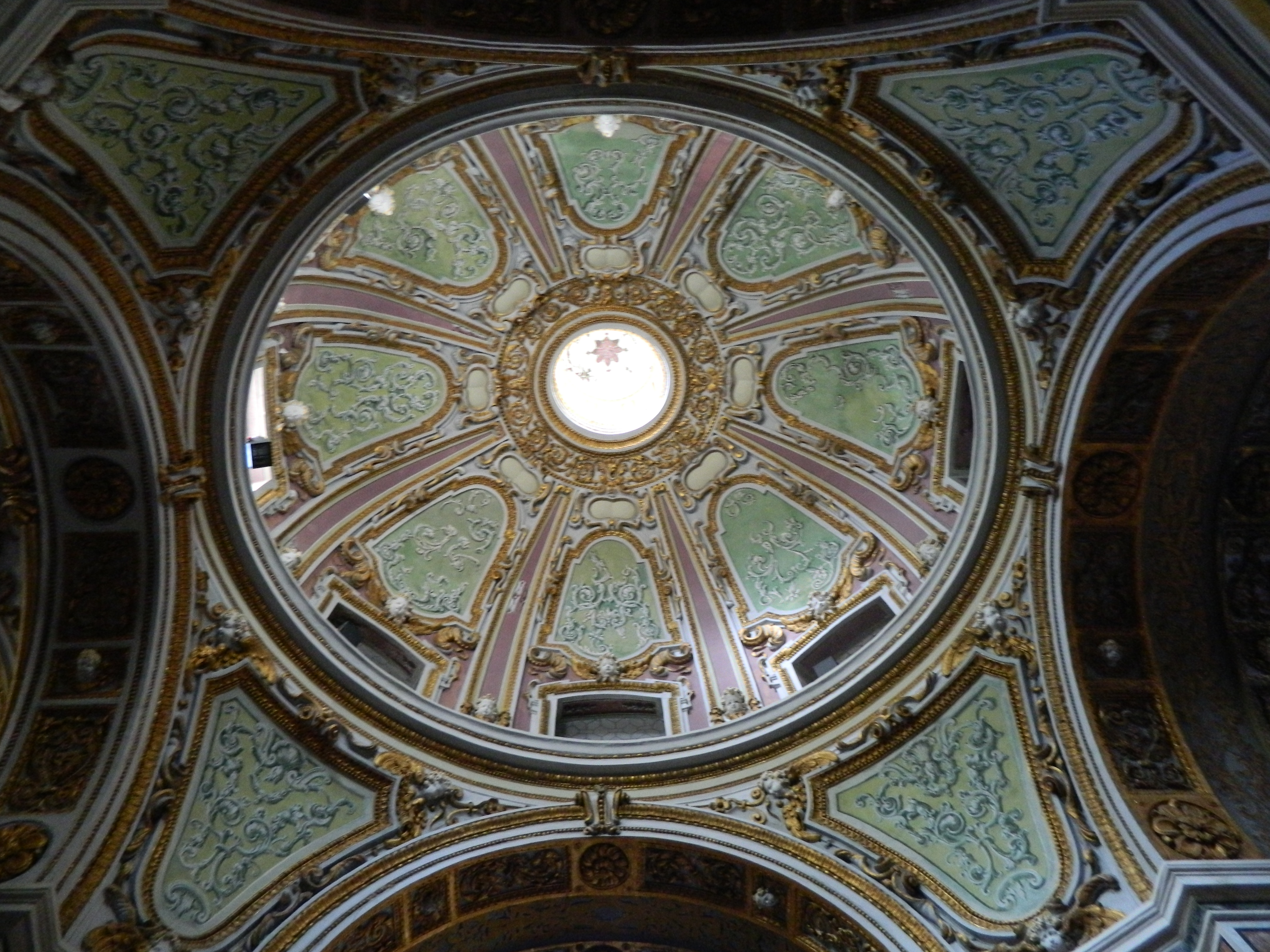
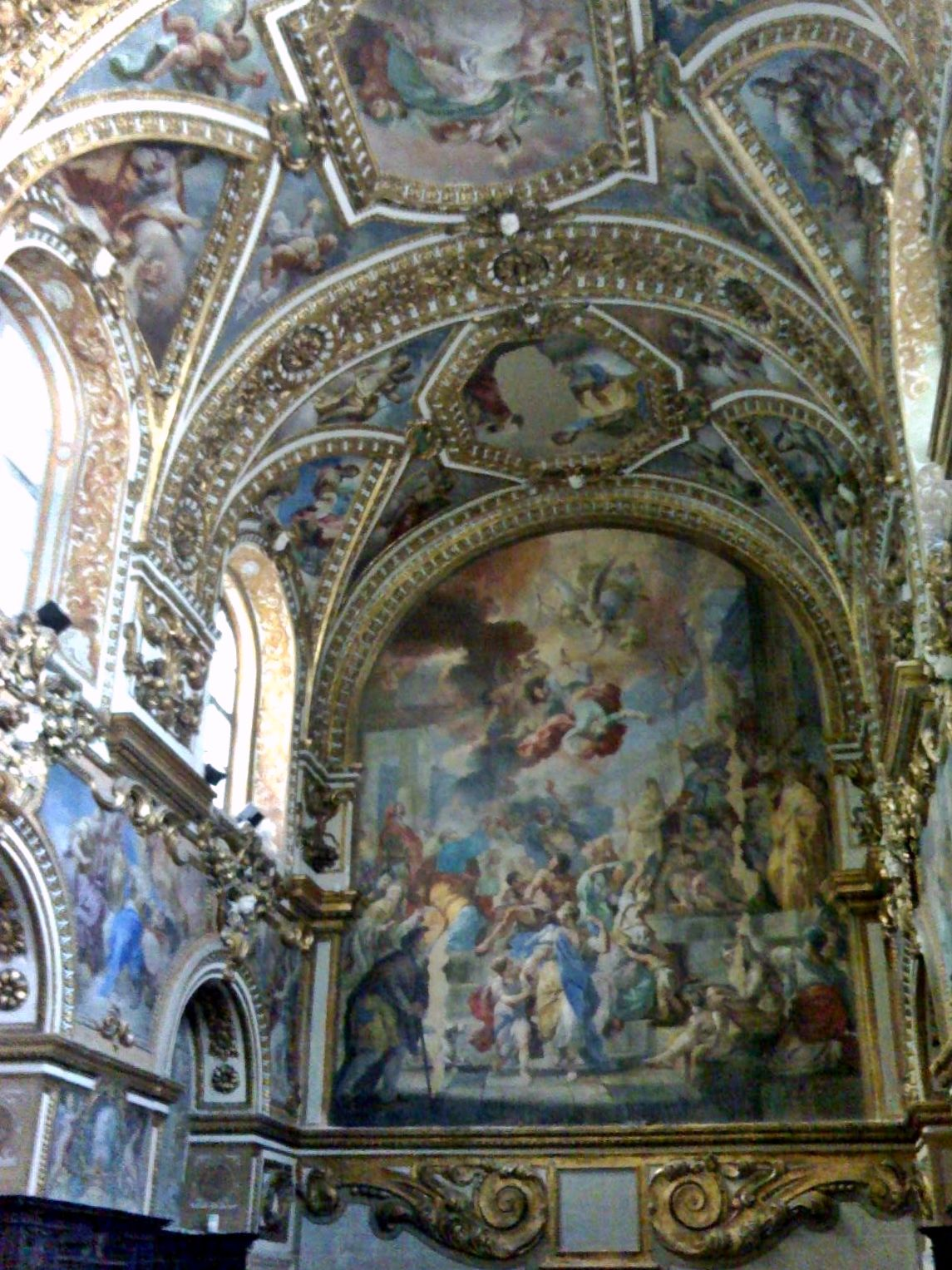